# Sergio Pascual
Sergio Pascual Peña (Plasencia, Cáceres, 10 de junio de 1977) es un ingeniero de telecomunicaciones, antropólogo, funcionario y político español de Podemos, diputado por Sevilla en el Congreso de los Diputados entre 2016 y 2019. Entre 2014 y 2016 fue el secretario de organización de Podemos.

## Biografía
Sergio Pascual es ingeniero de Telecomunicación y antropólogo.  
Es funcionario del Cuerpo Superior Facultativo de la Junta de Andalucía y fue delegado sindical del Sindicato Andaluz de Trabajadores (SAT). Junto a Auxiliadora Honorato (también política de Podemos), fue uno de los líderes de la Marea Naranja, un movimiento de funcionarios de la Junta de Andalucía contra la conocida como «ley del enchufismo» aprobada en 2011. En noviembre de 2014 fue elegido miembro del Consejo Ciudadano de Podemos (la dirección del partido), y pasó a formar parte del Consejo de Coordinación como secretario de Organización. Tras las elecciones al Parlamento de Andalucía de marzo de 2015 en las que Podemos logró 15 parlamentarios y parlamentarias andaluzas, es designado, junto a Manuel Garí, interlocutor de las negociaciones entre Podemos-Andalucía y el PSOE.
Fue miembro del Equipo de Campaña de las elecciones del 20D de 2015, en las que Podemos obtuvo 69 escaños.[cita requerida]
Debido a divergencias internas con la dirección del partido, Pascual fue cesado de su cargo el 15 de marzo de 2016, aunque posteriormente el Consejo Ciudadano le confió de nuevo las tareas preparativas del conocido como Vistalegre II, el segundo Congreso del partido.
Durante la legislatura corta fue presidente de la Comisión de Fomento, un puesto en el que chocó duramente con el Grupo Parlamentario Popular, a cuyos diputados acusó de haber utilizado la Comisión como un "zorros cuidando gallinas".
En 2022 publicó Un cadáver en el Congreso con la editorial Altamarea. En el texto recorre los años de gestación de Podemos desde una óptica autocrítica con la gestión del conflicto entre errejonistas y pablistas que acabó por fracturar el partido.